# Hearken unto me ye holy children
Hearken unto me, ye holy children («Oidme, vosotros los niños santos») es un anthem  compuesto por Maurice Greene en 1728. La primera audición tuvo lugar probablemente el 1.º de marzo de 1728 en la capilla del King's College, en Cambridge.

## Voces
- Contratenor
- Tenor
- Bajo
- Coro

## Movimientos
La obra tiene 8 partes o movimientos, y su interpretación dura aproximadamente 17 minutos.
| Movimiento | Tipo       | Voz                  | Texto (inglés) | Trad. español | Fuente                                              |
| ---------- | ---------- | -------------------- | --- | --- | --------------------------------------------------- |
| 1          | Solo       | Contratenor          | Hearken unto me, ye holy children: bud forth as a rose growing by the brooks of the field. Give a sweet savour as frankincense, and flourish as the lilies. Sing a song of praise, bless the Lord in all His works.             | Oídme,vosotros los niños santos germinar como una rosa que crece por los arroyos del campo. Dar un sabor dulce como el incienso, y florecer como los lirios. Cantad una canción de alabanza, bendecid al Señor en todas sus obras. | Sira 39, 13-14                                      |
| 2          | Coro       |                      | Magnify His name, and shew forth His praise with the songs of your lips and with harps. | Magnificad su Nombre, y mostrad su alabanza con las canciones de vuestros labios y con arpas. | Sira 39, 15                                         |
| 3          | Coro       |                      | And in praising Him you shall say: blessed be the Lord God of our fathers, who hath put such a thing into the king's heart; to build this house and set up a holy temple to the Lord, which was prepar'd for everlasting glory. | Y alabándole direis: bendito sea el Señor Dios de nuestros padres, que puso tal cosa en el corazón del rey; para construir esta casa y establecer un templo consagrado al Señor, que se prepara para la gloria eterna.             | Sira 39, 15; Esdras 7, 27; Sira 49, 12              |
| 4          | Solo       | Tenor                | To be a father to the fatherless; to feed them with the bread of understanding, and give them the waters of wisdom to drink. | Para ser un padre para los huérfanos; para darles de comer con el pan de la comprensión, y darles las aguas de la sabiduría para beber.                                                                                            | Sirac 4, 10; Sirac 15, 3                            |
| 5          | Dueto      | Countratenor y Tenor | Therefore shall he receive a glorious kingdom and a beautiful crown from the hand of the Lord. | Por lo tanto recibirá un reino glorioso y una hermosa corona de la mano del Señor. | Salomón 5, 16                                       |
| 6          | Recitativo | Bajo                 | How is he numb'red among the children of God, and his lot is among the saints. | Como se lo nombra entre los hijos de Dios, y su lugar está entre los santos. | Salomon 5, 5                                        |
| 7          | Solo       | Bajo                 | His name shall endure for ever; His name shall remain under the sun among the posterities, which shall be blessed through him.                                                                                                  | Su nombre perdurará para siempre; Su nombre se mantendrá bajo el sol en la posteridad, que será bendecida por su intermedio. | Libro de los Salmos 72, 17 (Libro de Oración Común) |
| 8          | Coro       |                      | Blessed be the Lord God of our fathers, who hath put such a thing into the king's heart; to build this house and set up a holy temple to the Lord, which was prepared for everlasting glory. Hallelujah, Amen.                  | Bendito sea el Señor Dios de nuestros padres, que puso tal cosa en el corazón del rey; para construir esta casa y establecer un templo consagrado al Señor, que se preparó para la gloria eterna. ¡Aleluya, Amén.                  | Esdras 7, 27; Sirac 49, 12                          |